# Лі Сяопен (гімнаст)
Лі Сяопен  (кит.: 李 小鵬, 27 січня 1981) — китайський гімнаст, олімпійський чемпіон.

## Виступи на Олімпіадах
| Олімпіада   | Дисципліна       | Місце              |
| ----------- | ---------------- | ------------------ |
| Сідней 2000 | абсолютний залік | 54 (кваліфікація)  |
| Сідней 2000 | командний залік  | 1                  |
| Сідней 2000 | вільні вправи    | 5                  |
| Сідней 2000 | опорний стрибок  | 56T (кваліфікація) |
| Сідней 2000 | паралельні бруси | 1                  |
| Сідней 2000 | перекладина      | 25T (кваліфікація) |
| Сідней 2000 | кільця           | 14T (кваліфікація) |
| Афіни 2004  | абсолютний залік | 84                 |
| Афіни 2004  | командний залік  | 5                  |
| Афіни 2004  | опорний стрибок  | 7                  |
| Афіни 2004  | паралельні бруси | 3                  |
| Афіни 2004  | кільця           | 61T (кваліфікація) |
| Пекін 2008  | абсолютний залік | 45 (кваліфікація)  |
| Пекін 2008  | командний залік  | 1                  |
| Пекін 2008  | вільні вправи    | 28 (кваліфікація)  |
| Пекін 2008  | паралельні бруси | 1                  |
| Пекін 2008  | перекладина      | 10 (кваліфікація)  |
| Пекін 2008  | кільця           | 42 (кваліфікація)  |